# キューバ空軍
キューバ革命空軍および防空軍（キューバかくめいくうぐんおよびぼうくうぐん、スペイン語: Defensa Anti-Aérea y Fuerza Aérea Revolucionaria）はキューバの国軍であるキューバ革命軍の空軍および防空軍組織。

## 概要
設立当初のキューバ空軍はフルヘンシオ・バティスタ政権の下でアメリカ合衆国から少数機が購入された。
革命空軍は1959年のキューバ革命後、旧空軍の資器材を元に設立され、1961年のピッグス湾事件に出動し、キューバ危機後の1963年に革命空軍および防空軍（DAAFAR）に改組される。1980年代にはソビエト連邦の援助を得て国外にて軍事作戦を展開する事となる。空軍は特にアフリカで活動し、戦闘機と輸送機はアンゴラ内戦（対南アフリカ）やオガデン戦争（対ソマリア）に派遣された。
1990年代、キューバ空軍はラテンアメリカで最高水準の装備を整えた空軍であった。空軍は全部で230機の固定翼機を輸入した。しかし、1991年にソビエト連邦が崩壊した際に派遣されていた技術要員に給与が支払われなくなったため撤退。ソビエトから武器や予備部品の供与や新しい機材の支援も得られなくなったため次第に稼働率は低下した。現在ではこれらの内で稼動している正確な機体数は不明であるが、西側の分析者によれば少なくとも130機が13の基地に分散して運用されていると見積もられている。
1998年のDIAの報告書によれば、空軍は運用可能なMIG戦闘機は24機であるとした。パイロットの錬度はかろうじて維持できている水準とされる。戦闘機の出撃回数は減少し、航空攻撃に対応するために地対空ミサイルなどの防空砲兵部隊が迎撃戦闘機の代替をしている。
2007年のIISSの評価によれば、総員8,000人が所属し31機の戦闘機が運用可能であるとされ、他に179機を保有しているとされる。2007年時点で総員8,000人。パイロットの平均飛行時間は50時間/年。北朝鮮と繋がりがあり、MiG-21や地対空ミサイルの部品がパナマ経由で密輸されている様子が摘発された。

## 組織
- 西部空軍管区
  - 第3405執行連隊
  - 第23連隊
  - 第25輸送連隊
  - 第12連隊（低調）
  - 第14戦術連隊（低調）
  - 第15輸送連隊（低調）
  - 第16ヘリコプター連隊（低調）
  - 第21連隊（低調）
  - 第22連隊（低調）
  - 第24連隊（低調）
  - 第1724連隊（低調）

- 東部空軍管区
  - 第1724迎撃連隊
  - 第3710迎撃・訓練飛行隊
  - 第34戦術連隊
  - 第26輸送連隊（低調）
  - 第31連隊（低調）
  - 第35輸送連隊（低調）
  - 第36ヘリコプター連隊（低調）

## 基地
- サン・フリアン空軍基地（San Julian） - ピナール・デル・リオ州 カバニャス（Cabañas）西部空軍管区司令部
- フランク・パイス空港（Frank País） - オルギン州 オルギン 東部空軍管区司令部
- プラヤ・バラコア空港（Playa Baracoa） - ハバナ
- ホセ・マルティ空港（José Martí） - ハバナ

### 活動が低調な基地
- カンポ・リベルター飛行場（Campo Libertad） - カンポ・デ・コロンビア（Campo de Columbia）
- ニカロ飛行場（Nicaro） - オルギン州 ニカロ
- シエンフエーゴス空港（Cienfuegos） - シエンフエーゴス州 シエンフエーゴス
- グイネス飛行場（Güines） - ハバナ グイネス（Güines）
- アントニオ・マセオ空港（Antonio Maceo） - サンティアーゴ・デ・クーバ州 サンティアーゴ・デ・クーバ
- サンアントニオ・デ・ロス・バニョス空港（San Antonio de los Baños） - ハバナ州 サンアントニオ・デ・ロス・バニョス
- アベル・サンタ・マリア空港（Abel Santa María） - ビジャ・クラーラ州 サンタ・クララ
- サンクティ・スピリトゥス（Sancti Spíritus） - サンクティ・スピリトゥス州 サンクティ・スピリトゥス
- イグナシオ・アグラモンテ空港（Ignacio Agramonte） - カマグエイ州 カマグエイ

## 装備
戦闘機・攻撃機・偵察機
- MiG-21bisフィッシュベッドL戦闘機 × 3機以上[3]
- MiG-21UMモンゴルB練習戦闘機 × 2機以上[3]
- MiG-29A(9.12B)ファルクラムA戦闘機 × 2機[3](導入機数は推定12機[4]。当初は練習機型を含めて40機の配備が予定されていた。)
- MiG-29UB(9.51)ファルクラムB練習戦闘機 × 3機[3]

偵察機
- An-30クランク輸送機 × 1機(偵察用)[3]

輸送機
- Il-76キャンディッド輸送機 × 2機[3]
- An-24コーク輸送機 × 1機[3]
- An-26カール輸送機 × 3機[3]
- ATR-42-500輸送機 × 5機[3]
- An-158人員輸送機 × 6機[3]
- Il-96-300人員輸送機 × 3機[3]
- Tu-204E-100人員輸送機 × 3機[3]

練習機
- L-39アルバトロス練習機 × 25機以上[3]
- Z-142C練習機 × 複数機[3]

回転翼機
- Mi-8Pヒップ輸送ヘリコプター × 2機[3]
- Mi-17ヒップH輸送ヘリコプター × 8機(さらに12機が保管中)[3]
- Mi-35ハインド攻撃ヘリコプター × 4機(さらに8機が保管中)[3]

搭載兵装
- AS-7[3]
- AA-2[3]
- AA-7[3]
- AA-8[3]
- AA-10[3]
- AA-11[3]

防空兵器
- S-125 (SA-3)地対空ミサイル（一部はT-55戦車の車体に搭載）[3]
- S-75 (SA-2) 地対空ミサイル（一部はT-55戦車の車体に搭載）[3]

退役
MiG-15、MiG-17、MiG-19、MiG-23、MiG-23BM、MiG-23U、MiG-21F、MiG-21MF、Il-14、An-2、Z-326、Mi-1、Mi-4、SA-6

## 階級
| 士官       |                     |  |
| 空軍大将   | General del aire    |  |
| 空軍中将   | Teniente General    |  |
| 空軍少将   | General de División |  |
| 空軍准将   | General de Brigada  |  |
| 空軍大佐   | Coronel             |  |
| 空軍中佐   | Teniente Coronel    |  |
| 空軍少佐   | Mayor               |  |
| 空軍大尉   | Capitán             |  |
| 空軍中尉   | Primer Teniente     |  |
| 空軍少尉   | Teniente            |  |
| 士官候補生 | Subteniente         |  |
| 下士官     |                     |  |
| 1等下士官  | Primer Suboficial   |  |
| 2等下士官  | Segundo Suboficial  |  |
| 下士官     | Suboficial          |  |
| 1等軍曹    | Sargento de Primera |  |
| 2等軍曹    | Sargento de Segunda |  |
| 3等軍曹    | Sargento de Tercera |  |
| 伍長       | Cabo                |  |
| 兵卒       |                     |  |
| 兵         | Soldado             |  |